# József Révai

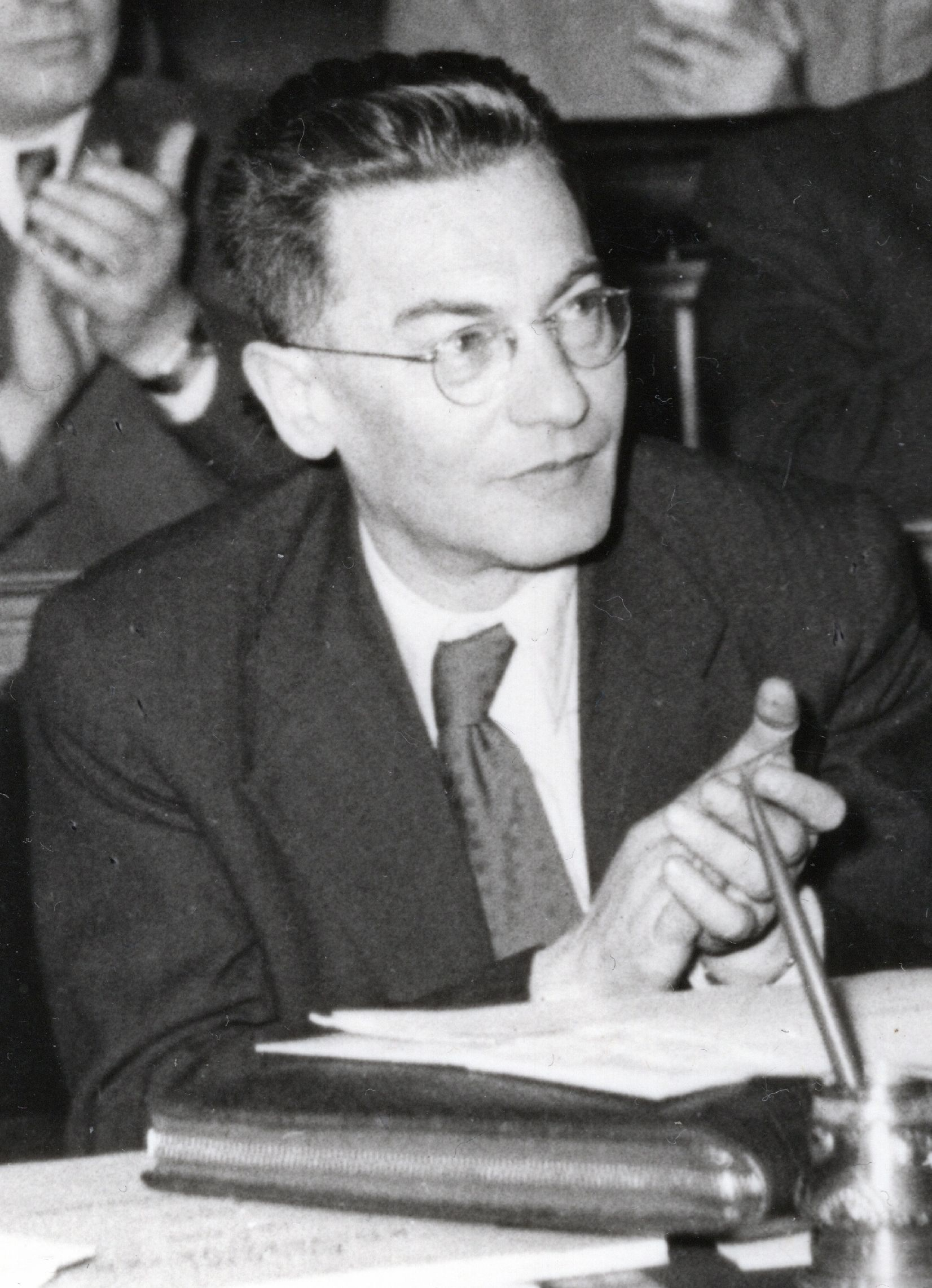
József Révai (1950)

József Révai (* 12. Oktober 1898 in Budapest; † 4. August 1959 in Budapest) war ein ungarischer Schriftsteller, Publizist und kommunistischer Politiker, der unter anderem 1945 Mitglied des dreiköpfigen Hohen Nationalrates, des kollektiven Staatspräsidiums, sowie zwischen 1949 und 1953 Kulturminister war. 1949 erhielt er den Kossuth-Preis, die höchste staatliche Auszeichnung in Ungarn für die Bereiche Kunst und Kultur, und wurde zudem Mitglied der Ungarischen Akademie der Wissenschaften. Als Kulturminister betrieb der sozialistische Ideologe schrittweise die Gleichschaltung von Presse, Rundfunk und allen kulturellen Institutionen sowie die Verstaatlichung der großen Verlage. Er war ferner zwischen 1953 und 1958 stellvertretender Vorsitzender des Präsidialrates und damit zum stellvertretender von Staatspräsident.

## Leben
József Révai begann nach dem Erwerb der Handelsmatura ein Studium an der Universität Wien sowie der Friedrich-Wilhelms-Universität zu Berlin. Er engagierte sich während des Studiums in der Antikriegsbewegung, im Galileo-Zirkel (Galilei Kör), eine atheistisch-materialistische Studentenorganisation, die zwischen 1908 und 1919 in Budapest tätig war, und bei den Revolutionären Sozialisten (Forradalmi szocialisták), eine Sammelbezeichnung für antimilitaristische Gruppen in Ungarn während des Ersten Weltkrieges. Er war Mitarbeiter der von Lajos Kassák begründeten Zeitschriften A Tett und MA, spaltete sich allerdings im November 1917 zusammen mit Mátyás György, Aladár Komját und József Lengyel von der Kassák-Gruppe ab. Am 24. November 1918 gehörte er zu den Mitgründern der Ungarischen Kommunistischen Partei MKP (Magyar Kommunista Párt) und war Mitarbeiter der Tageszeitung Vörös Ujság, in der er während der Ungarischen Räterepublik theoretische Arbeiten veröffentlichte, in denen er die Probleme der Arbeitermacht und der Diktatur analysierte. Nach dem Zusammenbruch der Räterepublik am 1. August 1919 ging er ins Exil nach Wien und wurde Redakteur der Wochenzeitung Proletár („Proletarier“), 1921 der Bécsi Vörös Újság („Wiener Rote Zeitung“) und 1925 der Zeitung Új Március („Neuer März“).
Révai gehörte zu den Teilnehmern des I. Parteitages der MKP, der vom 18. bis zum 21. August 1925 in Wien stattfand, und Mitglied des Kongresssekretariats. Wegen illegaler Parteiarbeit für die in Budapest erschienene illegale Parteizeitung Kommunista wurde er mehrmals verhaftet und war zudem unter einem Pseudonym Redakteur für die literarische, künstlerische und politische Zeitschrift 100 %, die zwischen September 1927 und August 1930 von der KMP kontrolliert wurde und das am längsten bestehende legale kommunistische Organ der Miklós-Horthy-Ära war. Er war einer der Delegierten auf dem II. Parteitag der KMP, der im Februar/März 1930 in Aprelewka in der Oblast Moskau stattfand und gab dort einen Bericht über die Bauernpolitik der Partei. Am 31. Dezember 1930 wurde er in Budapest verhaftet und zu drei Jahren Gefängnis verurteilt. Seine beiden wichtigsten Studien verfasste er im Gefängnis: Szabó Ervin helye a magyar munkásmozgalomban („Ervin Szabós Platz in der ungarischen Arbeiterbewegung“, 1931) und Marx és a magyar forradalom („Marx und die ungarische Revolution“, 1932). Nach seiner Freilassung ging er im Mai 1934 nach Prag, dann in die Sowjetunion und arbeitete bis Anfang 1937 für die Kommunistische Internationale, wo er sich an der Entwicklung theoretischer und praktischer Fragen der Volksfrontpolitik beteiligte. Anschließend war er zwischen 1937 und 1939 als Mitarbeiter des Dolgozók Lapja („Arbeiterzeitung“) und des Magyar Nap („Ungarischer Tag“) in der Tschechoslowakei tätig, ehe er nach der deutschen Besetzung der Tschechoslowakei wieder in der UdSSR lebte. Während des Deutsch-Sowjetischen Krieges wurde er Mitarbeiter des Senders Kossuth Rádió und des antifaschistischen Kriegsgefangenenmagazins Igaz Szó („Wahres Wort“).
Nach seiner Rückkehr nach Ungarn im Herbst 1944 wurde József Révai Mitglied der provisorischen Nationalversammlung in Debrecen und am 13. April 1945 Mitglied des Sekretariats des Zentralkomitees (ZK) der MKP und gehörte diesem Führungsgremium der Partei bis zum III. Parteitag am 1. Oktober 1946 an. Als Nachfolger von Ernő Gerő wurde er am 11. Mai 1945 neben Béla Zsedényi und Béla Miklós Mitglied des dreiköpfigen Hohen Nationalrates (Nemzeti Főtanács), des kollektiven Staatspräsidiums, und gehörte diesem Gremium bis zu seiner Ablösung durch Mátyás Rákosi am 27. September 1945 an. Auf der 1. Parteikonferenz	wurde er am 21. Mai 1945 zudem zum Mitglied des elfköpfigen Politbüros des ZK der MKP gewählt und gehörte diesem obersten Führungsgremium der Partei nach der Wiederwahl auf dem III. MKP-Parteitag am 1. Oktober 1946 und dem I. Parteitag (12. bis 14. Juni 1948) der aus der MKP entstandenen Partei der Ungarischen Werktätigen MDP (Magyar Dolgozók Pártja) sowie auf dem II. MDP-Parteitag (25. Februar bis 3. März 1951) bis zum 28. Juni 1953 an.
Révai fungierte von 1945 bis 1950 als Chefredakteur des zentralen Parteiorgans Szabad Nép („Freies Volk“) und zugleich vom 14. Juni 1948 bis zum 28. Juni 1953 noch einmal als Mitglied des Sekretariats des ZK der MDP. 1949 erhielt er den Kossuth-Preis, die höchste staatliche Auszeichnung in Ungarn für die Bereiche Kunst und Kultur, und wurde zudem Mitglied der Ungarischen Akademie der Wissenschaften. Er wurde am 11. Juni 1949 als Kulturminister (Népművelési minisztere) in das Kabinett Dobi II berufen und bekleidete dieses Ministeramt, in dem er auch für Volksbildung zuständig war, vom 14. August 1952 bis zum 4. Juli 1953 auch im Kabinett Rákosi. Als Kulturminister betrieb der sozialistische Ideologe schrittweise die Gleichschaltung von Presse, Rundfunk und allen kulturellen Institutionen sowie die Verstaatlichung der großen Verlage, was letztlich auch zur Kritik an Autoren wie Sándor Márai, Tibor Déry und István Örkény führte. Am 28. Juni 1953 wurde er von seinen Aufgaben im Politbüro sowie kurz darauf als Kulturminister in der Regierung entbunden und als Nachfolger von István Kovács zum stellvertretenden Vorsitzenden des Präsidialrates (A Magyar Népköztársaság Elnöki Tanácsa) und damit zum Stellvertreter von Staatspräsident István Dobi ernannt. Dieses Amt hatte er bis zu seiner Ablösung durch Károly Kiss 1958 inne. Auf einem Plenum des ZK der MDP wurde er am 21. Juli 1956 noch einmal Mitglied des Politbüros der MDP, dem er bis zum Volksaufstand am 24. Oktober 1956 angehörte. Nach 1956 war er Mitglied des Zentralkomitees der Ungarischen Sozialistischen Arbeiterpartei MSZMP (Magyar Szocialista Munkáspárt). In seinen literarischen Werken wandte er die marxistische Geschichtsauffassung konsequent und oft mit Nachdruck auf die Menschheit an. um die literarische und historische Entwicklung zu beleuchten.

## Veröffentlichungen
- Szabó Ervin helye a magyar munkásmozgalomban, Wien 1931
- Marx és a magyar forradalom, 1932
- Ady, Budapest 1945
- Marxizmus és magyarság, Budapest 1946
- Marxizmus és népiesség, Budapest 1946
- Élni tudunk a szabadsággal, Budapest 1949
- Kulturális forradalmunk kérdései, Budapest 1952
- Válogatott irodalmi tanulmányok, 1960
- Válogatott történelmi írások, 2 Bände, Budapest 1966

## Hintergrundliteratur
- József Farkas: Rohanunk a forradalomba, Budapest 1957
- István Sőtér: Révai József, 1959
- György Bodnár: Vázlatok Révai József pályaképéhez, 1960
- György Bodnár: Tanulmányok a magyar szocialista irodalomból, Budapest 1962
- Péter László: Révai József tanulmányai József Attiláról, Alföld 1962
- Erik Molnár: Révai József történetszemléletéről, Kritika, 1966
- Aladár: Révai József történetszemléletéről, Valóság, 1967
- Tibor Erényi: Révai József történetszemléletéről, 1967
- György Bodnár: Révai pályája a felszabadulás után, Literatúra, 1981
- Károly Urbán: Politikus pályák, Társadalmi Szemle, 1983
- László Péter: Szegedi örökség, Budapest 1983